# Rada Azji
Rada Azji – hipotetyczna organizacja międzynarodowa, której utworzenie zaproponowano w 1943 roku. Jednym z pomysłodawców był Franklin D. Roosvelt. Organizacja miała skupiać wszystkie niepodległe państwa kontynentu, w tym Związek Radziecki. Rozwiązywaniem konfliktów między krajami miał zajmować się Wysoki Trybunał. Rada miała dysponować międzynarodowymi siłami zbrojnymi. Oddziały te miały zajmować się egzekwowaniem decyzji Rady w krajach które nie chciały się podporządkować. ZSRR miał mieć przyznane miejsce w  Wysokim Trybunale i uczestniczyć w dowodzeniu siłami międzynarodowymi. 

## Źródła
- "Le Figaro", 7 lutego 1951
- José Maria Doussinague, España lenia Razón 1939-1945, wyd. Espasa Calpe, Madryt 1949